# Куанкудук
Куанкуду́к (каз. Қуанқұдық) — село у складі Шардаринського району Туркестанської області Казахстану. Входить до складу сільського округу Кауисбека Турисбекова.
У радянські часи село називалось Ферма № 4 совхоза Чардара.
Населення — 328 осіб (2021; 332 у 2009, 431 у 1999, 403 у 1989).